# Šeststrana piramida
| Šeststrana piramida | Šeststrana piramida        |
| ------------------- | -------------------------- |
|                     |                            |
| Vrsta               | piramida                   |
| Stranske ploskve    | 6 trikotnikov 1 šestkotnik |
| Robovi              | 12                         |
| Oglišča             | 7                          |
| Dualni polieder     | sebidualna                 |
| Vrtilna grupa       | C6, [6]+, (66)             |
| Simetrijska grupa   | C6v, [6] (*66)             |
| Značilnosti         | konveksna                  |

Šeststrana piramida je v geometriji piramida, ki ima šestkotno osnovno ploskev. Nanjo je postavljenih šest trikotnih stranskih ploskev, ki se srečajo v eni točki. Podobno kot piramida je sebidualna.
Pravilna šeststrana piramida ima C6vsimetrijo.
Prava pravilna piramida je eden izmed tistih, ki imajo pravilni mnogokotnik za osnovno ploskev. Vrh piramide je nad središčem osnovne ploskve tako, da vrh in središče osnovne ploskve tvorita pravi kot.

## Sorodni poliedri
| tetraeder | kvadratna piramida | petstrana piramida | šeststrana piramida |
| --------- | ------------------ | ------------------ | ------------------- |
|           |                    |                    |                     |